# Frans Göbel

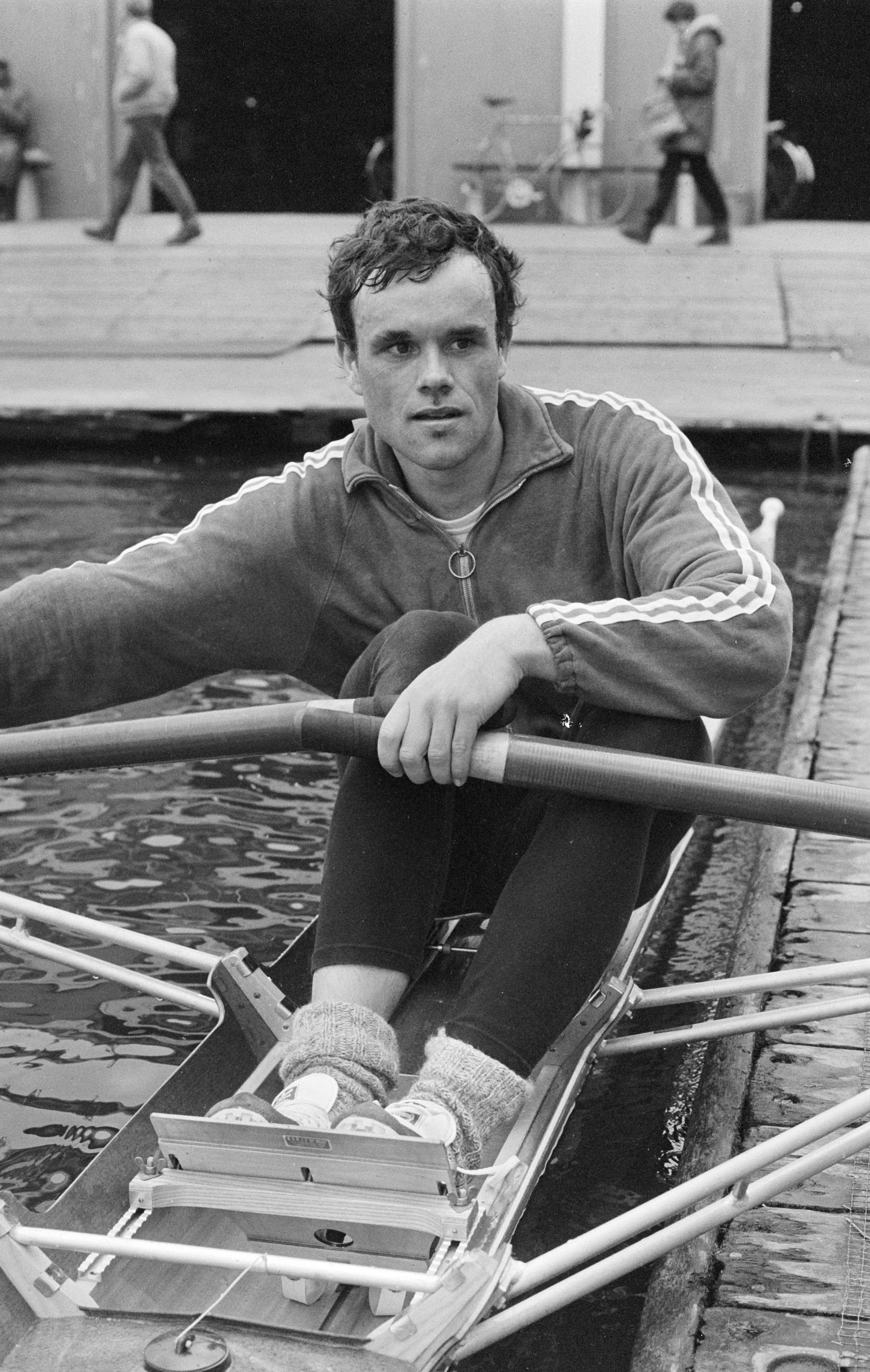
Frans Göbel 1984

Frans Christiaan Cornelis Göbel (* 11. Juli 1959 in Amsterdam) ist ein ehemaliger niederländischer Ruderer. Im Leichtgewichts-Einer war er zweimal Weltmeister.
Frans Göbel war seit Juniorenjahren bei internationalen Meisterschaften am Start, sein größter Erfolg war der zweite Platz im Einer beim Match des Seniors 1980, den inoffiziellen U23-Weltmeisterschaften hinter dem deutschen Georg Agrikola. Bei den Olympischen Spielen 1984 in Los Angeles belegte Göbel mit dem niederländischen Doppelvierer den neunten Platz. 
Bei den Ruder-Weltmeisterschaften 1987 trat Göbel erstmals im Leichtgewichts-Einer an und belegte den sechsten Platz. Nachdem er 1988 Silber hinter dem deutschen Alwin Otten erhalten hatte, gewann Göbel bei den Ruder-Weltmeisterschaften 1989 und 1990; 1990 belegte er außerdem den vierten Platz im Leichtgewichts-Doppelvierer. 1991 trat Göbel im Weltcup im Einer ohne Gewichtsbeschränkung an, bei den Ruder-Weltmeisterschaften 1991 belegte er im Leichtgewichts-Einer den vierten Platz. Zum Abschluss seiner Karriere startete Göbel bei den Olympischen Spielen 1992 in Barcelona im Einer ohne Gewichtsbeschränkung und belegte letztlich den 16. Rang.
Der 1,81 m große Frans Göbel war für einen Ruderer ohne Gewichtsbeschränkung sehr klein, für einen Leichtgewichts-Ruderer hingegen eher groß. Als das Leichtgewichts-Rudern 1996 olympisch wurde, hatte Frans Göbel seine Karriere beendet.